# 7 (U2-középlemez)
A U2 7 című EP-je 2002-ben jelent meg az Amerikai Egyesült Államokban, kizárólag a Target Corporation üzleteiben volt kapható. Az All That You Can't Leave Behindot megelőző kislemezek B-oldalairól válogatott (az USA-ban addig kiadatlan) számokat tartalmaz. A cím a dalok számára és a 6 dollár 99 centes árra is utal. Első kiadott lemezük címe is egy szám volt (Three EP).

## Dalok
1. Summer Rain (4:06)
2. Always (3:46)
3. Big Girls Are Best (3:37)
4. Beautiful Day (Quincey and Sonance Mix) (7:55)
5. Elevation (Influx Mix) (4:02)
6. Walk On (single version) (4:11)
7. Stuck in a Moment You Can't Get Out Of (acoustic) (3:42)

A dalok producerei Daniel Lanois és Brian Eno, kivéve: Walk On – Nigel Godrich (kettejükkel együtt), Big Girls Are Best – Howie B és Flood, ill. Stuck in a Moment You Can't Get Out Of – Steve Lillywhite).
Az Always a Beautiful Day egy korábbi verziója. A Big Girls Are Best a Pop felvételei idején született, de a lemezre nem került rá. Az Elevation Influx Mix-e nyitotta meg az Elevation Tour koncertjeit. A Walk On kislemez-verzióját Hallelujah Mix-nek is nevezik.

## Előadók
- Bono – ének
- The Edge – gitár, billentyűsök, ének
- Adam Clayton – basszusgitár
- Larry Mullen Jr. – dob